# Кривков, Алексей Алексеевич
Алексей Алексеевич Кривков (1 апреля 1952 — 23 сентября 2016, Красноярск) — советский и российский самбист и дзюдоист, обладатель кубка России по дзюдо, призёр спартакиады народов России, мастер спорта СССР по самбо и дзюдо, Заслуженный тренер России.

## Биография
В 1975 году стал тренером-преподавателем физкультурно-спортивного общества «Локомотив» райсовета Восточно-Сибирской железной дороги. Проработал на Красноярской магистрали 37 лет. В 1980 году стал руководителем СДЮШОР по дзюдо Красноярской железной дороги. Участвовал в эстафете Олимпийского огня 2014 года.

## Спортивные результаты
- Обладатель Кубка России по дзюдо 1977 года;
- Чемпион Центрального Совета ДСО «Локомотив» 1978 года по дзюдо;
- Серебряный призёр Спартакиады народов России 1978 года;
- Серебряный призёр международного турнира в Монголии в 1979 году.

## Известные воспитанники
- Березницкий, Игорь Николаевич — чемпион СНГ, России и Европы по дзюдо, чемпион мира среди студентов по дзюдо, Заслуженный мастер спорта России;
- Сергей Кучук — чемпион мира среди железнодорожников, призёр чемпионата СССР по дзюдо, мастер спорта СССР международного класса;
- 5 мастеров спорта международного класса;
- 40 мастеров спорта СССР и России;
- Команда РФСО «Локомотив» под его руководством становилась четыре раза чемпионом мира среди железнодорожников в 2001—2005 годах.

## Награды и звания
- Мастер спорта СССР
- Почётный железнодорожник;
- Почётный работник Красноярской железной дороги;
- Отличник физической культуры;
- Заслуженный тренер России.